# Marquard I. von Randeck
Marquard von Randeck (* um 1300; † 3. Januar 1381) war von 1348 bis 1365 Bischof von Augsburg und anschließend von 1365 bis zu seinem Tode Patriarch von Aquileja. Er war außerdem als kaiserlicher Diplomat eingesetzt.

## Marquard im Familienkontext

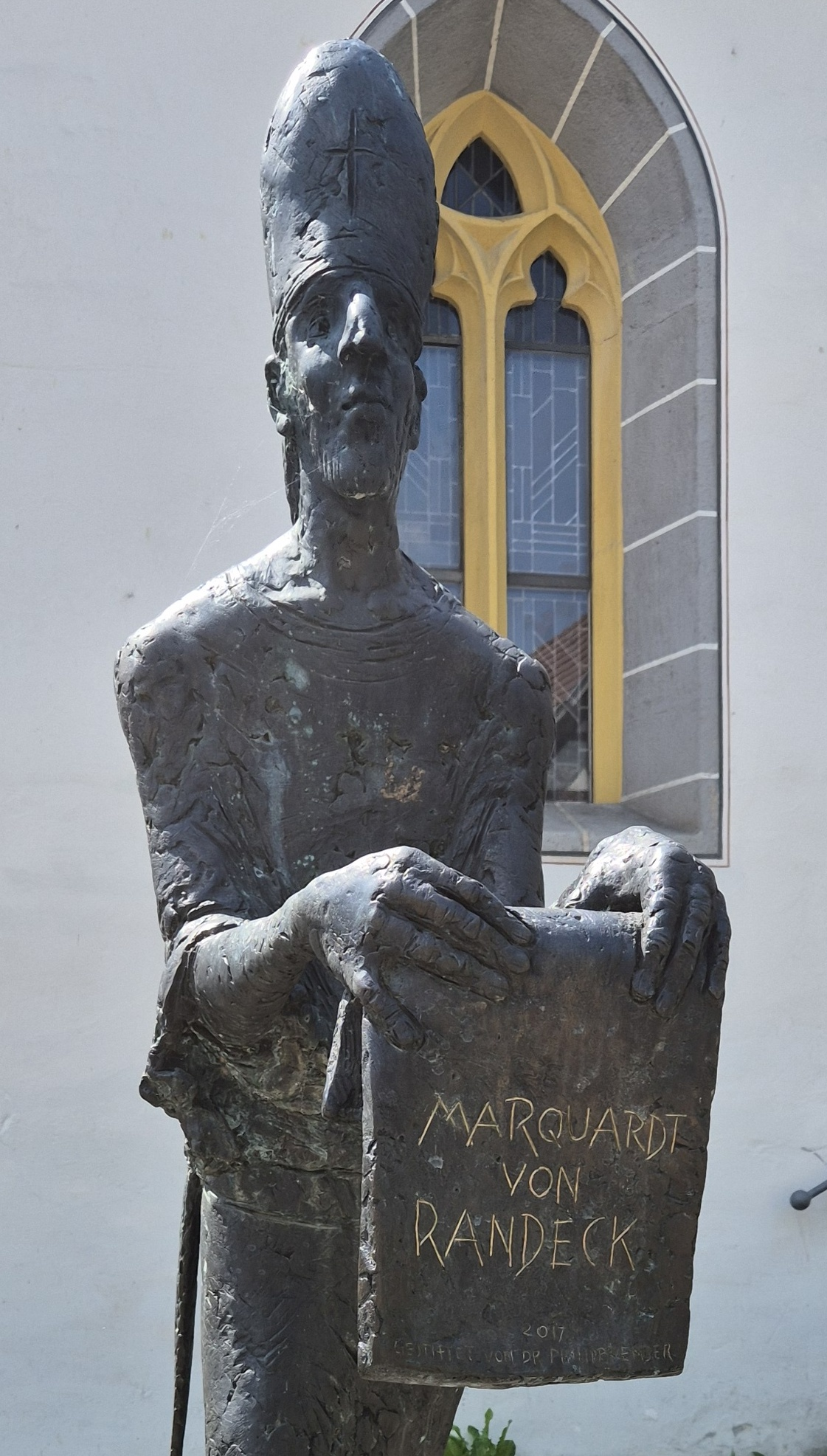
Statue in Plochingen

Marquard stammte aus dem schwäbischen Geschlecht der niederadeligen Herren von Randeck. Ihr Stammsitz war die Burg Randeck; sie liegt heute auf der Gemarkung Ochsenwang, einem Ortsteil der Gemeinde Bissingen an der Teck im Landkreis Esslingen in Baden-Württemberg. Marquard von Randeck erscheint auch in den Schreibweisen Markwart und von Randegg.

## Biografische Daten

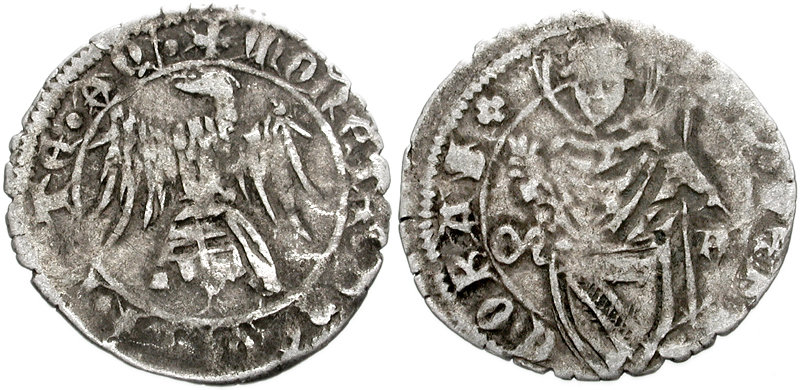
Denar aus Aquileia (geprägt unter Marquard von Randeck)

Marquard wurde zunächst in Augsburg von seinem Onkel, dem Domkustos Konrad von Randeck, erzogen und studierte in Bologna von 1317 bis mindestens 1322 Jura. Ab 1335 trat er wiederholt als Mitglied von Gesandtschaften an die päpstliche Kurie nach Avignon, später als Propst und Elekt in Bamberg in Erscheinung (siehe auch Liste der Erzbischöfe und Bischöfe von Bamberg). Er war unter den Begleitern von Karl IV. auf dem Weg zu Papst Clemens VI. nach Avignon. Als Heinrich III. von Schönegg auf sein Amt verzichtete, übernahm Marquard den Bischofsstuhl von Augsburg. In diplomatischer Mission begleitete er 1354 den nachmaligen Kaiser bei seiner ersten Romfahrt, seine Unterschrift folgte unmittelbar der des Kaisers.
Als es am 21. Mai bzw. in der Nacht vom 19. auf den 20. Mai 1355 in Pisa zu einem Aufstand der Opposition gegen den in der Stadt weilenden Kaiser kam, war Marquard in Waffen und trug als Anführer einer Heeresabteilung zur Niederschlagung bei. Es ist überliefert, dass er sich drei Wunden zuzog, die aber seine Gesundheit nicht nachhaltig beeinträchtigten. Er war anschließend in Pisa als königlicher Statthalter eingesetzt und damit auch zuständig für die Eintreibung von Entschädigungszahlungen und das Gericht über die Aufständischen. Als Generalkapitän in Italien erhielt er umfassende administrative, richterliche und militärische Befugnisse. In der Auseinandersetzung mit den italienischen Städten kam er mit seinen 600 Reitern im November oder Dezember 1356 in mailändische Gefangenschaft. Nach der Freilassung im Mai 1357 zog er sich in sein Bistum zurück.
Für das Bistum Augsburg bedeutete der abwesende Bischof eine umfassende Auslösung verpfändeten Besitzes und zahlreiche Neuerwerbungen (siehe z. B. Kühlenthal).
Am 23. August 1365 wurde Marquard durch die Gunst des Kaisers zum Patriarchen von Aquileja erhoben. 1366 erließ er ein Gesetzbuch mit dem Titel Marquardi Patriarchae Aquilejensis – Constitutiones patriae Forojuliensis, das zivil- und strafrechtliche Vorschriften zusammenfasste und in Friaul bis ins 17. Jahrhundert beachtet wurde. Er ließ die Basilika von Aquileia im gotischen Stil wiederherstellen, die wegen des schweren Erdbebens von 1348 stark beschädigt war. 1369 entsandte ihn der Kaiser nach Pisa und Lucca. Beide Städte hatten freiwillig einer Besatzung zugestimmt, um sich der Florentiner zu erwehren (siehe auch Geschichte von Florenz).
Nach seinem Tod 1381 wurde Marquard in der Patriarchalbasilika von Aquileia bestattet.

## Nachwirkung
Der Historiker Werner Goez charakterisiert Marquard einerseits mit Bezug auf seine italienische Statthalterschaft als „tatkräftigen, wenngleich in seinen Unternehmungen oft unglücklichen Mann“, „dessen Mission (...) dann doch an der überlegenen Macht Mailands scheiterte.“ Andererseits sieht er in ihm später als Patriarch von Aquileia „wohl den letzten wahrhaft bedeutenden geistlichen Reichsfürsten und Landesherrn unter den Nachfolgern des hl. Hermagoras“.
In Cividale del Friuli geht die jeweils am 6. Januar gefeierte Messa dello Spadone (Messe des Schwerts) mit anschließendem historischem Umzug auf die Inbesitznahme des Patriarchats durch Marquard zurück.